# Kujawiak (muzyka)
Kujawiak – muzyczna forma taneczna oparta na tańcu kujawiak.
Zwykle w formie pieśni dwuczęściowej. Metrum nieparzyste 3/4. Rytm synkopowany. Tempo wolne
.
Jego stylizacją jest mazurek, typowy dla  twórczości Chopina. Kujawiaka spotyka się w utworach Szymanowskiego, Wieniawskiego, Nowowiejskiego
. 

## Znane kujawiaki
- Henryk Wieniawski - Kujawiak a-moll i C-dur na skrzypce i fortepian 1853